# 瓦倫·加特蘭
瓦倫·加特蘭，CBE（英語：Warren Gatland；1963年9月17日—），出生于新西兰北岛的汉密尔顿，是一位已經退役的新西兰橄欖球運動員，1994年退役。他現在擔任威爾斯國家橄欖球隊的主教練。